# Jenny Weyl
Pour les articles homonymes, voir Weyl.

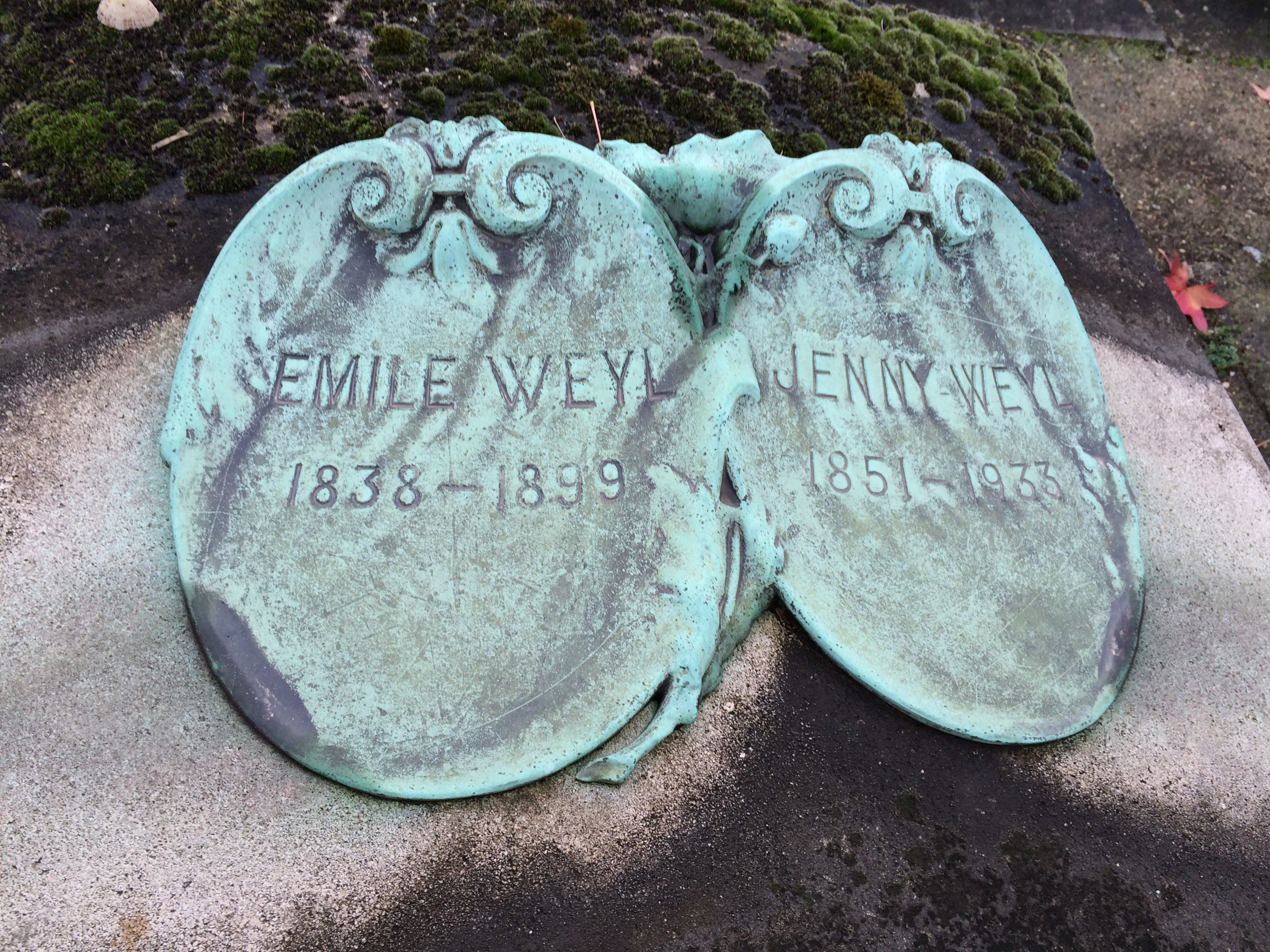
Détail de la tombe de Jenny Weyl au cimetière Montparnasse, à Paris.

Clémence Jenny Weyl, née Schwob le 9 novembre 1851 à Lure et morte le 12 mai 1933 à Paris, dans le 17e arrondissement de Paris, est une sculptrice et dessinatrice française.

## Biographie
Jenny Schwob est la fille de Stanislas Schwob, négociant en tissus, et d'Esther Estelle Bernard.
Elle épouse en 1875 Émile Weyl (1838-1899), officier de marine.
Élève d'Hélène Bertaux, elle débute au Salon des artistes français en 1876 et y exposera presque chaque année au moins jusqu'en 1889 ; elle recevra une mention honorable lors de  l'Exposition universelle de Paris de 1889 ainsi  que lors de l'Exposition universelle de 1900. Elle expose deux œuvres au Salon des femmes peintres et sculpteurs à l'Exposition universelle de Chicago en 1893, Lucrezia et Quinze ans . Le plâtre original de cette dernière est conservé au musée de Cahors Henri-Martin, et un exemplaire en marbre à Paris au palais du Luxembourg.
Une partie de ses dessins sont proches de l'orientalisme. Certains d'entre eux sont conservés à la mairie de Lure où ils ont fait l'objet de plusieurs expositions en 2006, 2008 et 2019.
Elle meurt le 12 mai à Paris à son domicile de la rue de Prony. Elle est inhumée au cimetière du Montparnasse.